# Обслуговуючий кооператив
Обслуговчий кооператив — кооператив, який утворюється шляхом об'єднання фізичних  та/або юридичних осіб для надання послуг переважно членам кооперативу, а також іншим особам з метою провадження їх господарської діяльності. Обслуговуючі кооперативи надають послуги  іншим особам в обсягах, що не перевищують 20 відсотків загального обороту кооперативу.
Кооператив є юридичною особою, має самостійний баланс, розрахунковий та інші рахунки в установах банків, печатку із своїм найменуванням.
Залежно від виду діяльності обслуговчі кооперативи поділяються на переробні, заготівельно-збутові, постачальницькі, сервісні та інші, тобто цей приблизний перелік не є вичерпним: можливе існування й інших видів таких кооперативів.